# Stenus mendicus
Stenus mendicus är en skalbaggsart som beskrevs av Wilhelm Ferdinand Erichson 1840. Stenus mendicus ingår i släktet Stenus, och familjen kortvingar. Arten har ej påträffats i Sverige.